# Ліпчень
Ліпчень (рум. Lipceni) — село у Резинському районі Молдови. Утворює окрему комуну.

## Населення
За даними перепису населення 2004 року у селі проживала 641 особа.
Національний склад населення села:
| Національність   | Кількість осіб | Відсоток   |
| ---------------- | -------------- | ---------- |
| молдавани румуни | 633 2          | 98,8% 0,3% |
| українці         | 4              | 0,6%       |
| росіяни          | 1              | 0,2%       |
| болгари          | 1              | 0,2%       |
| Всього           | 641            | 100%       |